# Charaxes neanthes
Charaxes neanthes is een vlinder uit de familie van de Nymphalidae. De wetenschappelijke naam van de soort is voor het eerst geldig gepubliceerd in 1854 door William Chapman Hewitson (als Nymphalis neanthes). De soort komt voor in Durban (Zuid-Afrika) (voorheen Port Natal).